# Kvistė
Kvistė je řeka na severozápadě Litvy, v Žemaitsku, levý přítok řeky Varduva. Pramení v "Červené bažině" (Raudonoji pelkė) v městysu Vadagiai. Teče zpočátku na západ, po soutoku s Gabižiusem se stáčí na sever a po soutoku s Gedvydem se stáčí na východ. Po průtoku městečkem Ukrinai se stáčí na severovýchod. Do Varduvy se vlévá ve vsi Kukiai jako její levý přítok 28,4 km od jejího ústí do řeky Venta. Přes řeku vedou silnice č. 207 Seda - Židikai a č. 170 Mažeikiai - Židikai, dvakrát cesta Račaliai - Tvaskučiai také cesta Ukrinai - Kugiai.

## Přítoky
- Levé:

| Hydrologické pořadí | Řeka      | Délka (km) | Povodí (km²) | Vzdálenost od ústí (km) | Ústí kde   | Koordináty ústí |
| ------------------- | --------- | ---------- | ------------ | ----------------------- | ---------- | --------------- |
| 30011352            | Poškupis  | 5,6        | 27,3         | 19,6                    | Tvaskučiai |                 |
| 30011354            | Gabižius  | 10,2       | 15,8         | 19,2                    | Tvaskučiai |                 |
| 30011355            | Gedvydas  | 6,8        | 13,6         | 14,0                    | Račaliai   |                 |
| 30011356            | Dubupis   | 3,8        | 4,0          | 13,5                    | Asteikiai  |                 |
| 30011357            | Girupis   | 2,4        | 3,8          | 10,4                    | Asteikiai  |                 |
| 30011358            | Vičupis   | 4,6        | 4,4          | 3,5                     | Bukančiai  |                 |
| 30011359            | Lašišupis | 5,9        | 5,7          | 1,8                     | Bukančiai  |                 |
| 30011361            | Nurupis   | 4,5        | 4,2          | 0,5                     | Kukiai     |                 |

- Pravé:

| Hydrologické pořadí | Řeka       | Délka (km) | Povodí (km²) | Vzdálenost od ústí (km) | Ústí kde  | Koordináty ústí |
| ------------------- | ---------- | ---------- | ------------ | ----------------------- | --------- | --------------- |
|                     | Pavardupis | 0,6        |              | 13                      | Asteikiai |                 |

## Obce při řece
Vadagiai, Skėriai, Pakvistis, Račaliai, Asteikiai, Pocaičiai, Ukrinai, Bukančiai, Kukiai

## Minulost
Za nevolnictví byla Kvistė u Asteikiů přehražena a byl tu postaven mlýn, který za války v roce 1914 vyhořel. Po válce byl obnoven. V roce 1925 jej odkoupil Dovydas Perisas, potom jeho syn Aizikas. Když přišli Němci, nějaký čas tam bydlel Němec Leon Gros. Za mletí se platilo 1 litas za 100 kg. Když se mlýnský náhon zanesl, byl mlýn propachtován Stanislovu Beržinskému, který mlýn opravil a mlel až do roku 1942. Po vzniku kolchozů mlýn koupil Aleksas Žilakauskas, který jej v roce 1971 předal Mičurinovu kolchozu. Protože budova byla stará, mlýn zbořili. 1,1 km na sever je "Čertův kámen" - veliký balvan.